# Scénographie
La scénographie, du grec σκηνή / skēnḗ, « scène » et γράφω / gráphō, « écrire », désigne aujourd'hui l’étude de l'art de la scène par des moyens techniques de mouvements ordonnés et scéniques.

## Définition
À partir de ce qui est identifiable par le public, considérant les caractéristiques de la matière, le scénographe est celui qui compose avec des volumes, des objets, des couleurs, des lumières, et des textures.
Au théâtre, l’incursion de la scénographie est l’élément qui distingue le scénographe du décorateur et fonde sa pratique. La conception d’un espace scénique est rendue libre par le fait qu’il n’ait plus à être une représentation de l’existant. Une scénographie ne copie pas une forme du réel, elle a une valeur autant métaphorique que visuelle. Cette métaphore possède parfois ses propres règles, miroir exact ou image inversée dans les cas les plus extrêmes de ce qu'elle illustre, elle peut amener un surplus de sens (redondance ou hyperthéâtralité), en tout cas ouvre les possibilités de réception sensible de la pièce et les multiplie.
Le rapport est fort et la frontière très mince entre celui qui dirige les acteurs (le metteur en scène) et celui qui les situe (le scénographe).
La profession de scénographe s'étend maintenant au commerce dans le cadre d'une vitrine, d'une salle d’exposition, ou à d'autres espaces publics comme les musées. Dans ce qui est appelé la scénographie vitrine, un scénographe vitrine met en scène les produits dans un espace aux moyens de décors, de lumière, etc.

## L'espace scénique avant leXXesiècle

### Lethéâtre grec antique
Les Grecs utilisaient une scénographie complexe, l’édifice, ou le théâtre dans lequel ils jouaient dictant aussi l’espace et le jeu des comédiens.
Le chœur, au centre sur l’orchestra, s’interrogeait et répondait aux questions intérieures du public par des stances, généralement chantées et les comédiens prenaient place derrière sur le proskenion. Un grand mur, la skéné derrière lequel se trouvaient les coulisses, ouvrait généralement sur trois portes et s’élevait derrière le proskenion.
Cette scénographie servait presque toutes les pièces qui étaient jouées à l’époque. Les acteurs ne bougeaient pas beaucoup à cause de leurs costumes trop imposants.

### Les Romains et la Renaissance
Le théâtre romain était très proche de l’édifice grec, cependant, celui-ci était complètement fermé et contenait beaucoup plus d’ornement sur le mur de fond.
De cette époque on connaît surtout les travaux de Vitruve, notamment le Ve livre du De Architectura. L'ouvrage sera redécouvert à la Renaissance et inspirera les travaux de Nicola Sabbattini (Pratica di fabricar scene e machine ne' teatri, Ravenne, 1638).

### La perspective illusionniste italienne
Dans la deuxième moitié du XVIIIe siècle et depuis la Renaissance, c’est le théâtre à l'italienne qui règne, celui-ci s’impose par des décors figuratifs peints sur des châssis et des rideaux selon les lois de la perspective théâtrale accompagnée des effets spéciaux que permet une machinerie sophistiquée. On fait alors appel à des peintres, appelés pour leurs travaux de perspectives les "Perspecteurs" pour concevoir le lieu. Citons Filippo Brunelleschi qui théorise en 1415 à Florence la « perspective mathématique » et met au point une expérience simple permettant de démontrer la justesse de sa théorie.
Sous l'inspiration de Vitruve, deux systèmes décoratifs se distinguent. La « scène tragique », conçue sur le modèle de la cité idéale, affiche un décor urbain occupé par des palais et des temples de style classique disposés autour d'une esplanade centrale où évoluent les personnages. La « scène comique » présente des bâtiments moins riches et plus contemporains. Ces deux systèmes sont illustrés par Sebastiano Serlio dans son Deuxième livre d'architecture, largement diffusé.

Architectures scéniques de Sebastiano Serlio
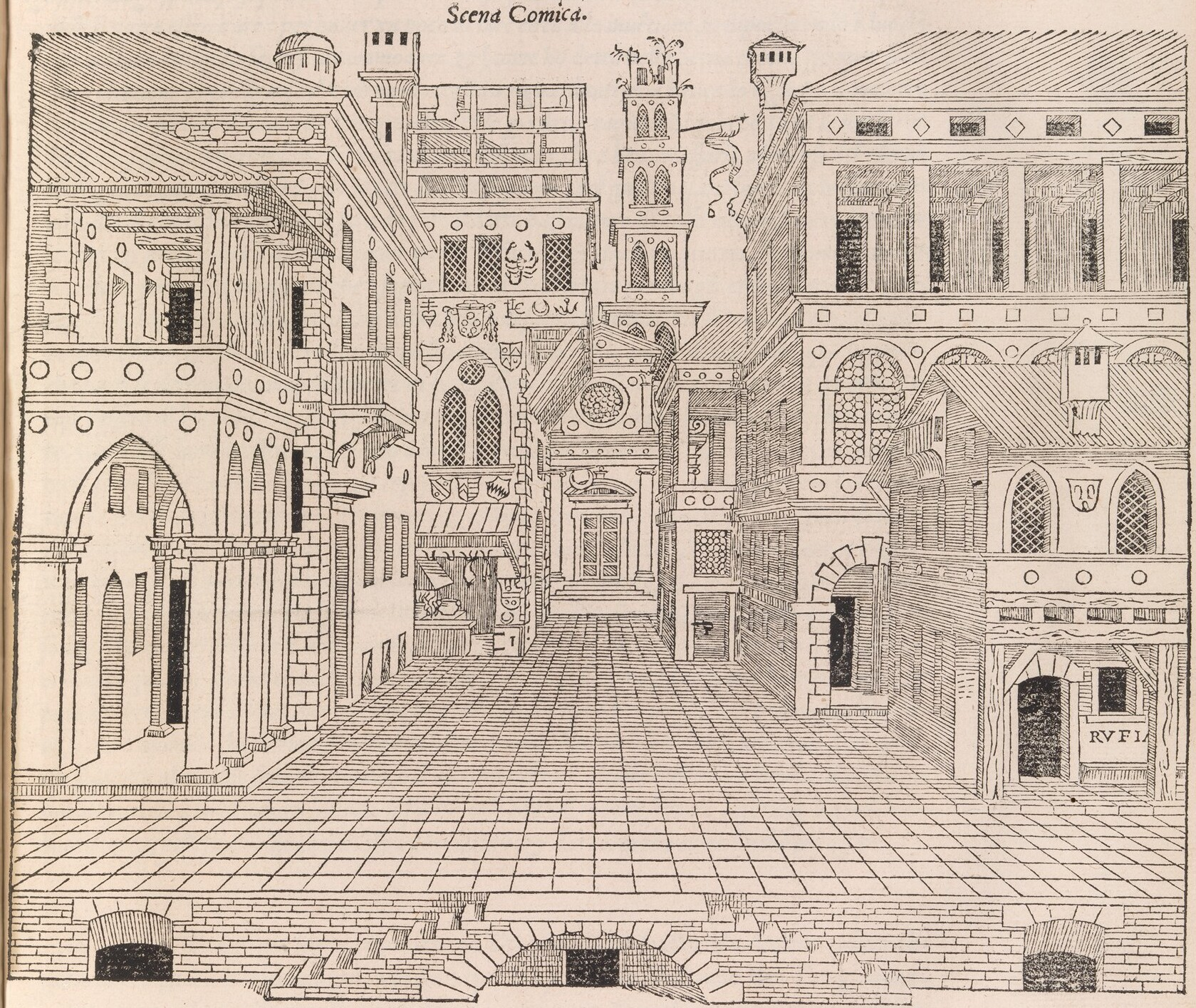
La scène comique
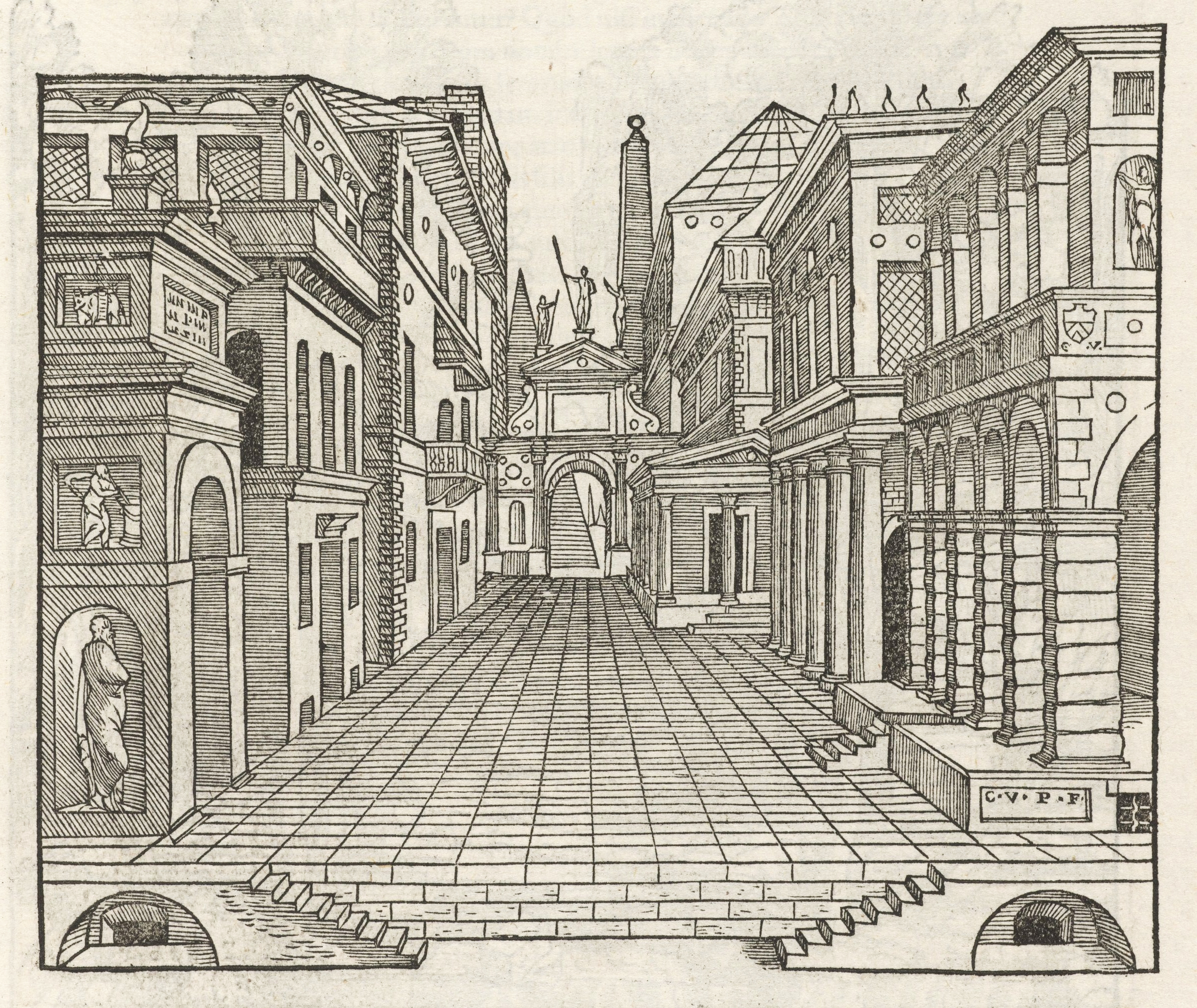
La scène tragique

## Les grandes révolutions

### Le Naturalisme
La scénographie dans le Naturalisme porte très bien son nom : le but du scénographe consiste à reproduire le plus fidèlement la réalité sur scène. André Antoine, le grand représentant du naturalisme théâtral, désigne par "le quatrième mur" un mur quelconque d'une pièce, qui clôture l'espace : les acteurs peuvent jouer de dos pour créer aussi l’illusion d’un endroit fermé, et pousse le spectateur à l'impression d'"immersion" dans le quotidien de l'histoire, devenu voyeur face à la représentation.
On voudra alors reproduire des maisons entières sur scène, on inclura aussi des meubles qui donnent l’illusion du vrai. Ainsi, dans Jacques d'Amour d'Émile Zola, qu'Antoine met en scène en 1897 en présence de l'auteur lui-même, il présente aux spectateurs des quartiers de bœuf entiers et réels, et des acteurs jouant de dos, développant l'"Éloquence du Dos", concept visant à mettre en valeur la parole d'un acteur  en "TQP" ou "TQS"(Trois-Quart Public ou Trois-Quart Scène). Révolutionnaire, le naturalisme reproduit minutieusement la réalité de l'époque jusqu'à des prises d'otages dans les théâtres (organisées par les metteurs en scène...)[réf. nécessaire].
On ne peut pas, par contre, pousser le naturalisme plus loin, car son objectif est la reproduction de la réalité sur scène, inclure des éléments expressionnistes reviendrait à détruire l’effet voulu. Le seul travail qui peut être poussé plus loin est celui du souci du détail dans l’ameublement ou les costumes.
Naturalistes célèbres
- André Antoine (1858-1943), metteur en scène, "fondateur" du Naturalisme théâtral ;
- Constantin Stanislavski (1863-1938), metteur en scène, auteur de La Formation De l'Acteur ;
- Émile Zola (1840-1902), auteur.

### Espaces rythmiques et vision d’ensemble
Le duo Edward Gordon Craig et Adolphe Appia vient mettre fin aux imitations de la réalité, en créant des espaces rythmiques adaptés au jeu de l’acteur et en voulant créer un ensemble harmonieux avec les différents éléments du spectacle. Ce qui marque une véritable révolution scénographique c’est l’acteur. Le comédien devient la priorité absolue, on tentera de créer des espaces qui pourront mettre son corps et son jeu en valeur. Ceci sera possible, entre autres, en faisant l’intégration de différents niveaux dans l’espace scénique et d’une approche plus symbolique de l’œuvre.
Scénographe près de Craig et Appia
- Josef Svoboda.

### Théâtre politique
Voir Bertolt Brecht
Voir aussi "agitprop".

## Réformateurs de l'espace scénique
- André Antoine ;
- Antonin Artaud ;
- Bertolt Brecht.
- Après 1968, l'exubérance du "théâtre de rue" a sorti le spectacle théâtral des lieux traditionnels et lui a offert de nouveaux espaces scéniques.

### Ouvrages de référence sur l'histoire ou l'art de la scénographie
- Adolphe Appia, L'œuvre d'art vivant.
- Denis Bablet, Les révolutions scéniques du XXe siècle, Paris, éd. Société internationale d’art, 1975.
- Georges Banu, Yannis Kokkos, Le Scénographe et le héron, Le temps du théâtre /Actes Sud, 2004.
- Edward Gordon Craig, De l'art du théâtre, Nrf, 1911.
- Le Décor de théâtre dans le monde depuis 1960, collection de l’Institut international du théâtre, éd. Meddens, Bruxelles, 1973.
- Nicola Sabbattini, Pratique pour fabriquer scènes et machines de théâtre, 1638, reprint éd. Ides et calendes, Neuchâtel, 1942 et 1977.
- Pierre Sonrel, Traité de scénographie, éd. Odette Lieutier, Paris, 1943.
- Luc Boucris, Jean-François Dusigne, Romain Fohr, Scénographie, 40 ans de création, éd. L'Entretemps, Montpellier, 2010.
- Qu'est-ce que la scénographie ? - Vol. I : Processus et paroles de scénographes (Textes réunis par Daniel Lesage et Véronique Lemaire) / Vol. II : Pratiques et enseignements (Ouvrage dirigé par Luc Boucris, Marcel Freydefont, Véronique Lemaire et Raymond Sarti). Revue du Centre d'études théâtrales de l'U.C.L.  (ISBN 2-930416-35-1) /  (ISBN 2-930416-36-X)
- Romain Fohr, Du décor à la scénographie, éd. L'Entretemps, Montpellier, 2014. (ISBN 9782355391941)
- Romain Fohr et Guy Freixe, La scène circulaire aujourd'hui, éd. L'Entretemps, Montpellier, 2015.

### Revue
- Jacques Polieri, Scénographie nouvelle, in Aujourd'hui, art et architecture no 42-43[4].